# Bellersheimer Burgen

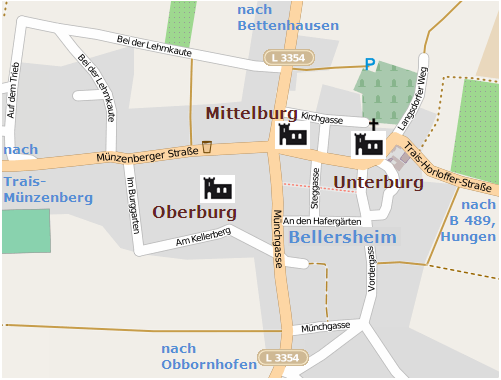
Lage der drei Bellersheimer Burgen

Die Bellersheimer Burgen sind die Reste von drei Burgen, der Unterburg, Oberburg und Mittelburg im Stadtteil Bellersheim der Stadt Hungen im Landkreis Gießen in Hessen.
Zeitpunkt und Erbauer werden unterschiedlich genannt. Nach der Ortsseite der Stadt Hungen ist eine Burg im Ort Bellershein seit dem 12. Jahrhundert nachgewiesen. Möglicherweise die Mittelburg, die wie die Oberburg ursprünglich eine Wasserburg war. Die Oberburg wurde von einem zugezogenen Ritter Conrat Riedesel, dessen Familie sich fortan den Zusatz von Bellersheim gab, im Jahr 1319 errichtet. Die Mittelburg wurde um 1390 vermutlich an der Stelle einer älteren Anlage von Henne von Bellersheim erbaut. Die Unterburg ist in etwa aus gleichem Zeitraum des 14. Jahrhunderts einzuordnen.
Nach anderen Aussagen, wurden die drei Burgen im 13. bis 14. Jahrhundert von den Herren von Bellersheim erbaut. Sie waren ein in der Wetterau weit verbreitetes, begütertes Uradels-Geschlecht und Vasallen von Arnsburg-Münzenberg. Urkundlich bezeugt wurde 769 ein Nantherus von Baldratesheim mit einer Schenkung an das Kloster Lorsch.
1588 wurden alle Bellersheimer Burgen an Quirin von Riedesel verkauft.

## Oberburg

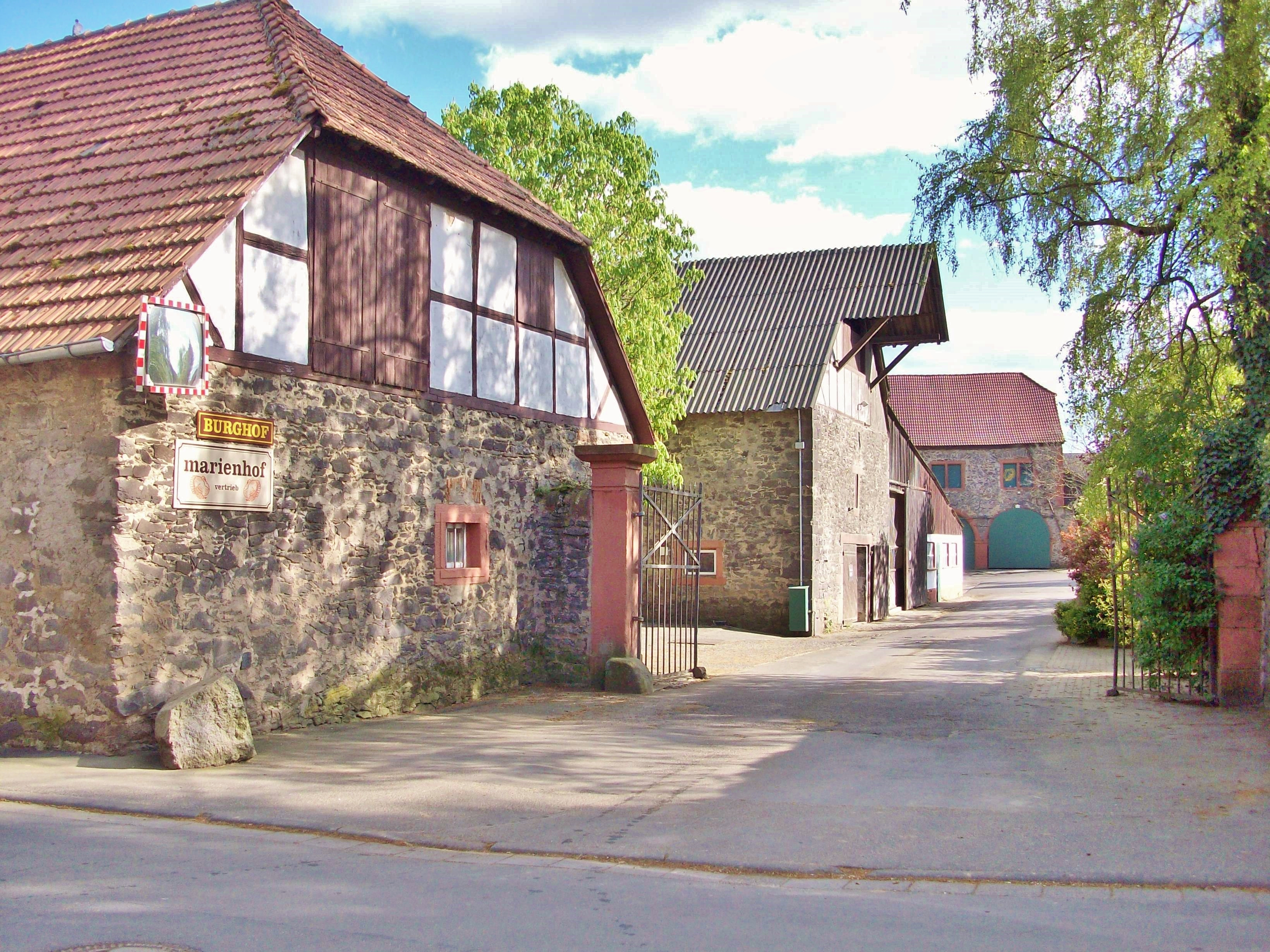
Eingang zur Oberburg

Die 1452 erwähnte Oberburg ist die größte der Burgen, urkundlich erstmals zu Beginn des 14. Jahrhunderts, und war eine Wasserburg mit Wassergraben und Zugbrücke, deren Gelände heute noch zum Teil von einer hohen Mauer umgeben ist.
1588 kaufte Quirin von Riedesel alle drei Bellersheimer Burgen. Sein datiertes Wappen ist noch in der Scheune der Oberburg eingebaut. Später wurde der Hof verpachtet, bis die Gemeinde den Hof übernahm. 1873 tauschte die Gemeinde den Besitz von Oberburg und Mittelburg. Neuer Besitzer war Fürst Solms-Braunfels. Dieser verpachtete die Burg als Hof. Im 19. Jahrhundert wurde der Wassergraben verschüttet und zum Garten umgestaltet. Das Wohnhaus wurde vom neuen Besitzer Conrad Carl weiter ausgebaut und 1944 durch einen Bombenangriff zerstört, wobei das Pächterehepaar Kammer getötet wurde. Seit dem Neuaufbau des Wohnhauses, nur noch die Wegseite zeigt im Unterbau Burgformen, wird der Hof bis heute landwirtschaftlich genutzt. Die Sandsteintore und Pfeiler der großen Scheunen zeigen das Riedeselwappen mit der Jahreszahl 1607.

## Mittelburg

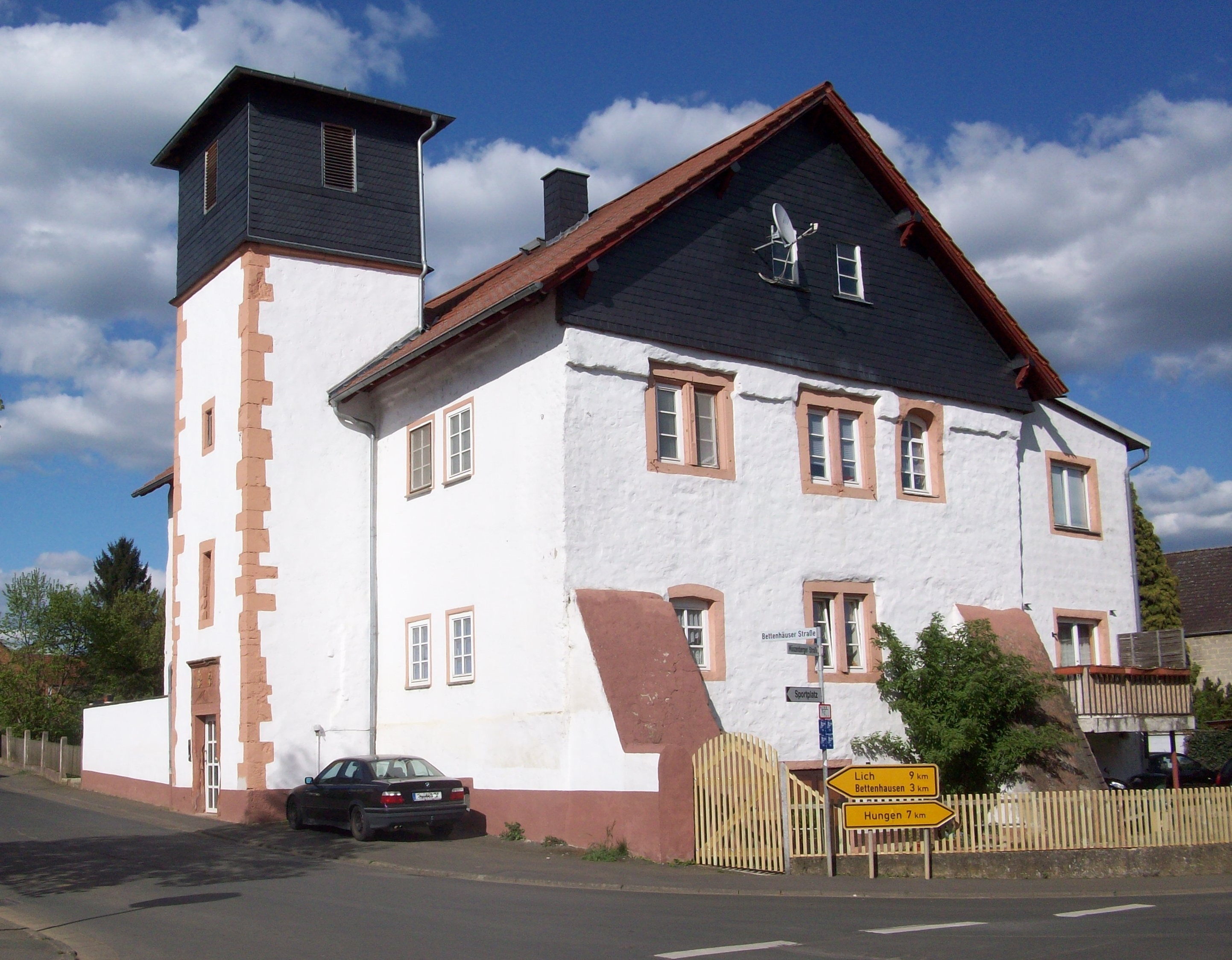
Die Reste der Mittelburg

Die zentral gelegene Mittelburg, eine 1380 bis 1390 von Henne von Bellersheim im gotischen Stil erbaute Wasserburg mit zwei Wohnhäusern und einer großen Scheune, war von einem Wassergraben mit Zugbrücke umgeben. Im Burghof befand sich ein Ziehbrunnen mit steinernem Überbau und der Jahreszahl 1515. Die Grundmauern und Keller der Gebäude finden sich heute noch im Gartenbereich. Nach der Familie Riedesel kam die Burg 1783 an den Fürst zu Solms-Braunfels. 1873 tauschte die Gemeinde die Gebäude der Oberburg gegen die Mittelburg und nutzte fortan die Mittelburg nach Einrichtung von Schulräumen und Lehrerwohnung als Schule bis 1962. Das zweite Wohnhaus wurde in dieser Zeit abgerissen und der Burggraben zugeschüttet, um die Straße nach Bettenhausen bauen zu können. Mit der Fertigstellung einer neuen Schule 1962 wurde die Mittelburg als Wohngebäude verkauft. Von der Burg ist heute nur noch das Steinhaus (Riedeselsches Wappen von 1590 über der Eingangstür), als ehemaliges Haupthaus mit einem Treppenturm erhalten.

## Unterburg

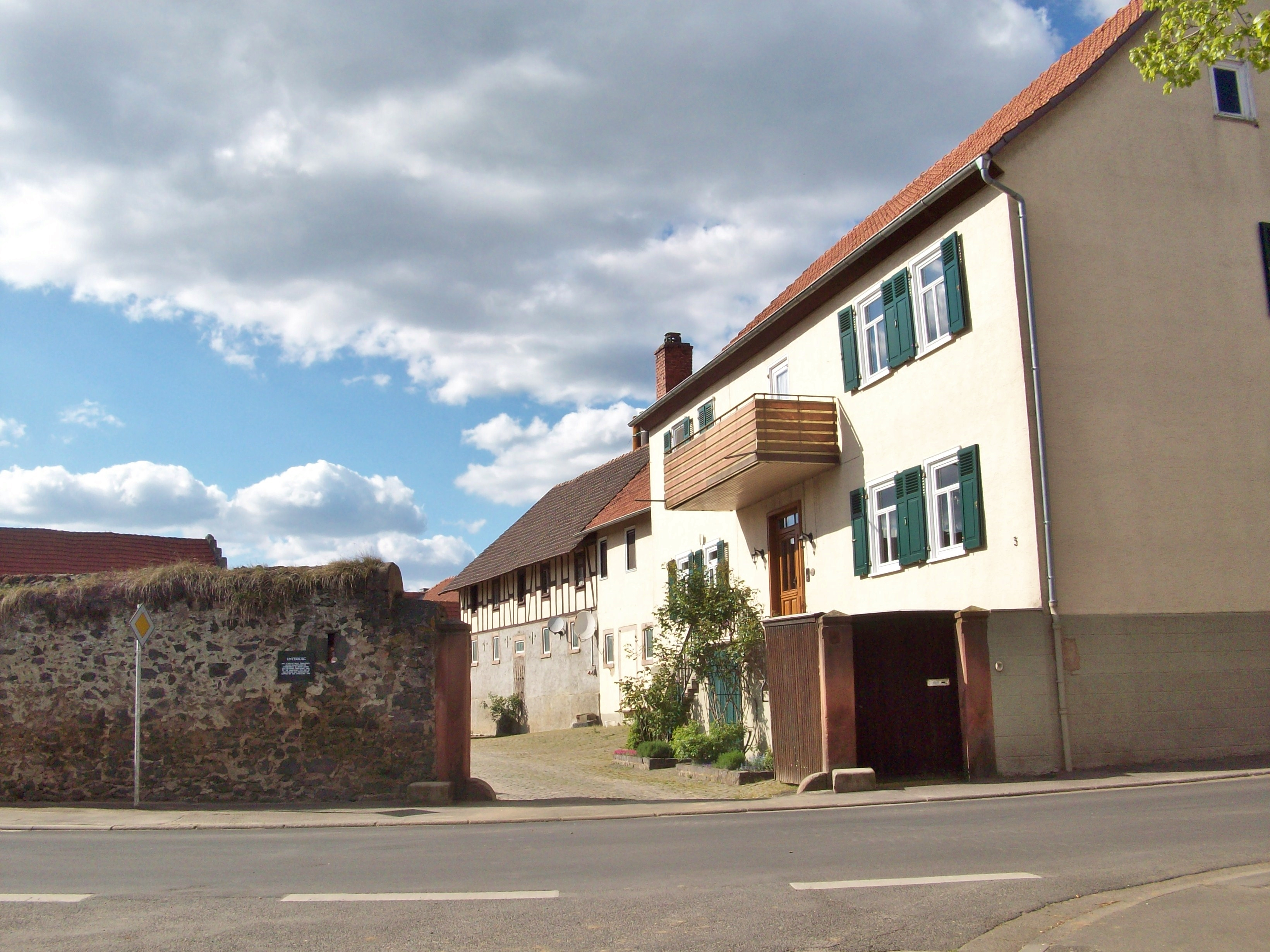
Hofeingang zur ehemaligen Unterburg in Bellersheim. Links Burgmauer mit Schießscharte und Erklärungstafel, rechts das nach einem Brand im 19. Jahrhundert wiederaufgebaute Herrenhaus (Haupthaus: Münzenberger Straße 3)

Die Unterburg hatte mehrfache Besitzerwechsel: Nach dem Aussterben der Familie Riedesel, deren Wappen mit der Jahreszahl 1599 aus dem Torbogen der Scheune noch erhalten ist, folgte ein Herr von Waldeck. Später kaufte Graf Christoph Martin von Degenfeld-Schonburg die Unterburg. Zwischen 1631 und 1755 waren bei der Mittelrheinischen Reichsritterschaft Prozesse anhängig, in der sich die Schonburgs (auch Schomburg) gegen Forderungen der ehemaligen Pächter der Riedeselschen Güter (Unterburg mit Zubehör in Muschenheim und Oberbessingen) der von Hattstein als Erben der Gall von Gallenstein wehrten. Margarete von Groerodt geborene Riedesel von Bellersheim und ihr Sohn Wolff hatten ihr Hofgut Unterburg mit Zubehör am 30. März 1631 an den Rittmeister Cosmo Gall von Gallenstein und seine Frau Catharina Dorothea, geb. Knobloch von Hatzbach verpachtet, die eine Kaution von 1500fl. stellen mussten.
Von der Gemeinde Bellersheim kaufte 1833 Urias Hahn die im 13. Jahrhundert erbaute Burg, von der nur noch Scheunen und Ställe vorhanden waren, mit dem dazugehörigen Land. Auf den noch erhaltenen Gewölbekellern mit der Jahreszahl 1593 baute er das Wohnhaus wieder auf. Bis heute ist die Unterburg in Familienbesitz, umgeben von einer vollständig erhaltenen hohen Mauer mit eingebauten Schießscharten.